# 今展科技
今展科技股份有限公司（英語：Arlitech Electronic Corp.）為電子元件製造商，主要製造被動元件電感，主要銷售系列為一體成型電感與繞線電感，成立於2001年，並在中華民國證券櫃檯買賣中心股票上櫃（股票代號：6432），總部位於新北市三重區。主要銷售各類電感及保護元件，可分為自有品牌及代理二大產品線。

## 外部連結
- 官方网站